# Mössebergs östsluttning
Mössebergs östsluttning este o arie protejată (arie specială de conservare — SAC, sit de importanță comunitară — SCI) din Suedia întinsă pe o suprafață de 24,3 ha, integral pe uscat.

## Localizare
Centrul sitului Mössebergs östsluttning este situat la coordonatele 58°11′09″N 13°32′38″E / 58.1859°N 13.544°E.

## Înființare
Situl Mössebergs östsluttning a fost declarat sit de importanță comunitară în ianuarie 1998 pentru a proteja 1 specie de plante. Situl a fost protejat și ca arie specială de conservare în martie 2011.

## Biodiversitate
Situată în ecoregiunea boreală, aria protejată conține 4 habitate naturale: Mlaștini alcaline, Păduri acidofile de stejar bătrân cu Quercus robur pe câmpii nisipoase, Păduri de stejar sau de stejar și carpen sub-atlantice și medio-europene de Carpinion betuli, Păduri pe pante, grohotișuri și ravene de Tilio-Acerion.
La baza desemnării sitului se află o specie protejată de  plante: papucul doamnei (Cypripedium calceolus)